# ケビン・バークハート
ケビン・バークハート（1974年3月2日生まれ）はアメリカのスポーツキャスター。現在はFOX放送のNFLの実況とフォックス・メジャーリーグのスタジオ司会を担当している。
ブルクハルトは2007年から2014年までスポーツネット・ニューヨーク（SNY）のレポーターとしてニューヨーク・メッツの中継を担当。この間、スプリングトレーニングとレギュラーシーズンの両方でメッツの一部の試合のコールも担当した。2014年シーズンからはFOXとFS1でメジャーリーグ（MLB）中継の主要スタジオ司会を務めている。また、ヒストリーチャンネルのリアリティシリーズ「Alone」の「Reunion」エピソードの司会も務めている。
バークハートは1974年3月2日生まれ。 ニュージャージー州ブルームフィールドで生まれ育った。幼少期はフィラデルフィア・イーグルスのファンだった
中学時代は任天堂のゲームの実況を担当し、ゲイリー・コーエン（後にメッツの放送ブースでパートナーとなる）に憧れた。1992年にブルームフィールド高校を卒業。1997年にウィリアム・パターソン大学を卒業し、放送の学位を取得。

## キャスター歴
バークハートはニュージャージー州北部のラジオ局WGHTでキャリアをスタートさせ、同局で8年間、高校フットボールなどのイベントを担当した。

また、ジェリー・ターロが所有するWJUXのためにニュージャージー・ジャッカルズのマイナーリーグの試合を放送するジュークボックス・ラジオで働いていた。彼のキャリアの数年、より良い放送の仕事を得ることができなかったブルクハルトは、ニュージャージー州イートンタウンのパインベルトシボレーで車のセールスマンとして働いた。
WGHTで働いた後、ブルクハルトはWFANでパートタイムの仕事を得て、フリーランスの仕事をこなし、最終的には同局のフルタイムのニューヨーク・ジェッツのレポーターとなった。
この間、フィラデルフィアのCN8のOut of Boundsのレギュラー、Time Warner Cableのスポーツリポート、WCBS 880のスポーツリポートを担当した。

### スポーツネットニューヨーク

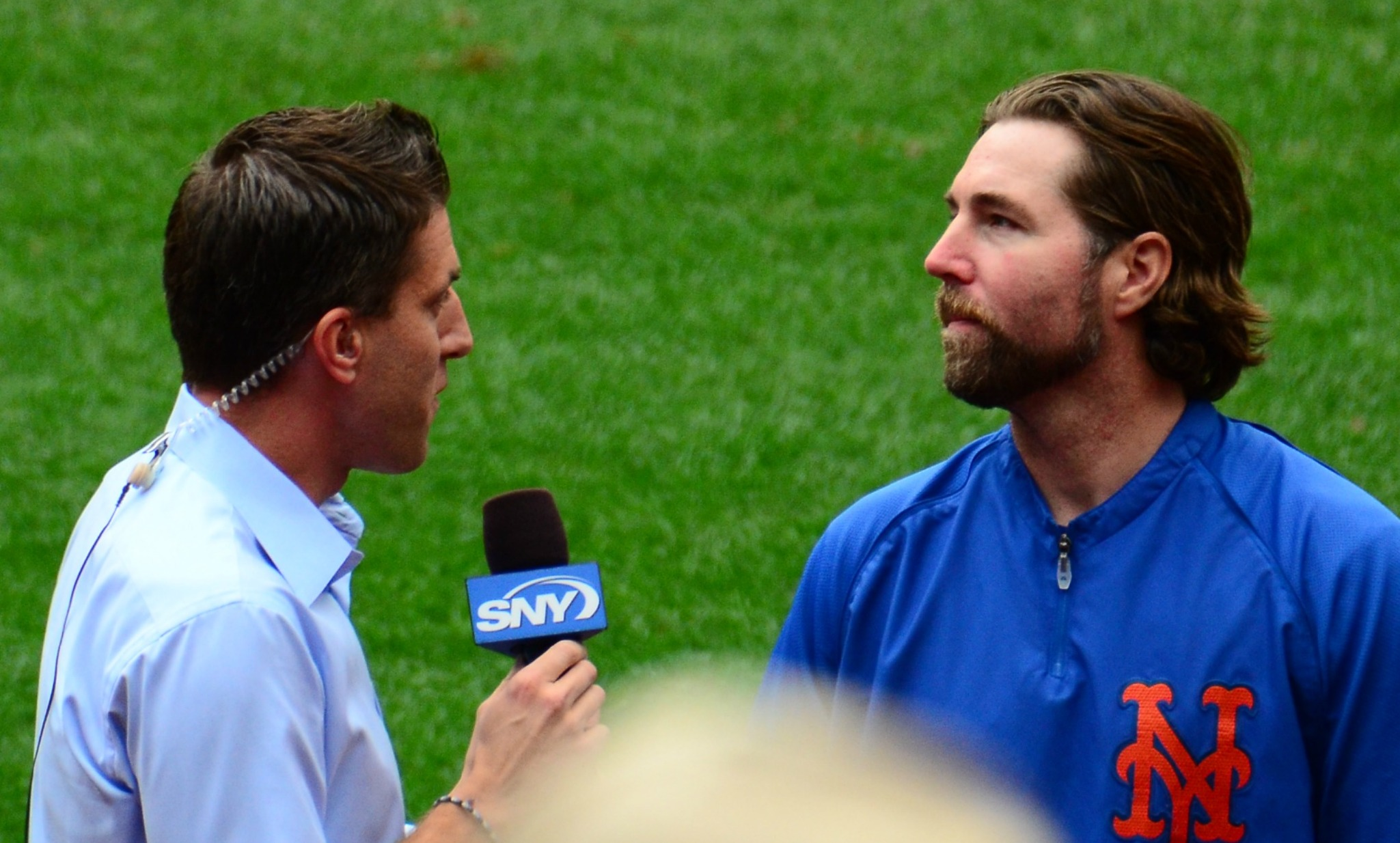
2012年、SNYでR.A.ディッキーにインタビューするブルクハルト（左）

2007年のシーズン初めに、クリス・コッターの後任としてメッツの放送チームに加わった。SNYでは「Mets Hot Stove」「Mets Pre-Game Live」「Mets Post-Game Live」「Mets Year in Review」などの番組に出演。ブルクハルトは2014年シーズン終了後にSNYを退社し、FOXでフルタイムの仕事に就いた。

### コンパス・ラジオ・ネットワーク
メッツでの仕事があるのにもかかわらず、ブルクハルトはフットボールの試合をコールすることを望んでおり、Compass Radio Networkを通じてその能力を評価された。 そこで彼は2009年のテキサスボウルを実況した。 Compass Radio Networkでは、彼は他の大学のフットボールの試合も実況した。
また、2011年にコンパスラジオネットワークスのAmerica's Team Radio Networksの発足からFoxのNFLに参加し、ケビン・レイと交代する2013年まで、ダラス・カウボーイズの試合の実況を務めた。

### FOXスポーツ

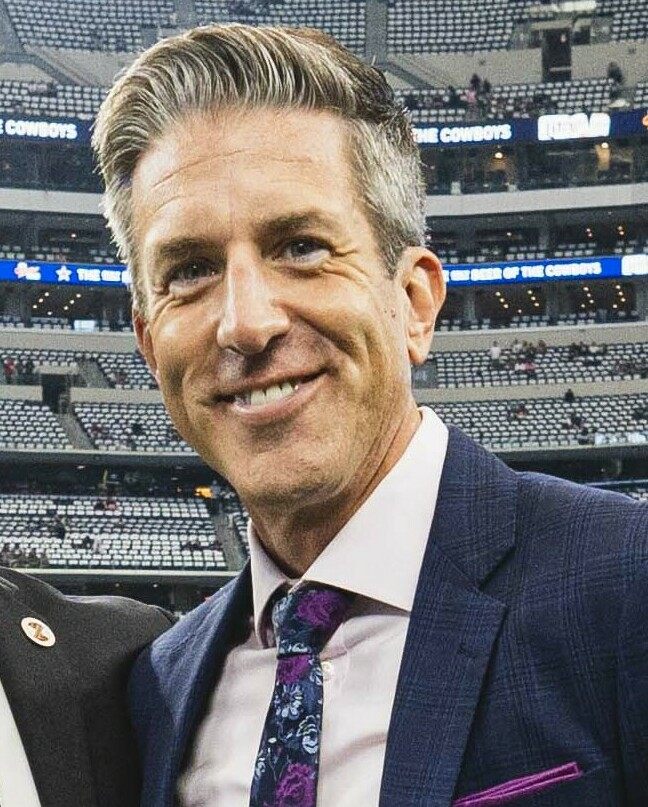
2022年のバークハート

2013年、バークハートはNFL on Foxの試合コールを始め、ジョン・リンチ、エリン・アンドリュースとともに同局の4番アナウンサーチームとしてチームを組んだ。このクルーは2014年1月11日に行われたニューオーリンズ・セインツ対シアトル・シーホークスのディビジョナル・プレーオフの試合もコールした[12]。また、2012年と2013年にはフォックスでメジャーリーグのフィルインを担当し、2014年にはフォックスとフォックススポーツ1でMLB中継の試合前司会者に指名された。
2022年にジョー・バックがフォックスからESPNに移籍した後、ブルクハルトはカラー解説者としてグレッグ・オルセンとともにフォックスのNFL主管放送チームに昇格した（2024年にトム・ブレイディがフォックスの主管放送チームに加わるまで）。 ブルクハルトはスーパーボウルLVIIのテレビ実況アナウンサーを務めた。 ジム・ナンツ、ジョー・バック、アル・マイケルズ以外の実況アナウンサーとしては2004年以来初めてスーパーボウルを実況した。
スーパーボウルでは、イーグルスのランニングバック・ケネス・ゲインウェルによるタッチダウンの判定が覆ったにもかかわらず、ゲインウェルがファースト＆ゴールに必要なヤーデージを稼いだと述べるなど、重要な情報を提供したことが評価された。

## 私生活
結婚し、1人の息子がいる。
| スタブアイコン | サブスタブ | この項目は、まだ閲覧者の調べものの参照としては役立たない、人物に関連した書きかけの項目です。この項目を加筆・訂正などしてくださる協力者を求めています（P:人物伝/PJ:人物伝）。 |